# Соколов Олександр Ігорович
Олександр Ігорович Соколов (рос. Александр Игоревич Соколов; 16 січня 2000, Кіриші, Росія — 27 лютого 2022, Харків, Україна) — російський військовик, єфрейтор ЗС РФ. Герой Російської Федерації.

## Біографія
Навчався в Кіриському ліцеї і організації ветеранів підрозділів спецпризначення «Кречет», був членом пошукового загону, який займався пошуком останків загиблих учасників Німецько-радянської війни. В 2016/20 роках навчався в Кіриському медичному коледжі, одночасно відвідував курси надання першої медичної допомоги і масажу. Після закінчення коледжу пройшов державну практику і брав участь у відкритті шпиталю для лікування хворих на коронавірус, в якому працював медбратом.
В листопаді 2020 року вступив в 2-у окрему бригаду спеціального призначення в Пскові, в якій служили його інструктори з «Кречета». Оскільки Соколов вже пройшов спеціальну підготовку, він був зарахований в бригаду без проходження строкової служби. З 24 лютого 2022 року брав участь у вторгненні в Україну, розвідник своєї бригади. Загинув у бою. Протягом трьох місяців вважався зниклим безвісти. 20 червня 2022 року був похований в рідному місті.

## Нагороди
- Звання «Герой Російської Федерації» (12 липня 2022, посмертно) —  «за мужність і героїзм, проявлені під час виконання військового обов'язку.» 26 липня медаль «Золота зірка» була передана рідним Соколова.

## Вшанування пам'яті
Навіки зарахований в списки 2-ї окремої бригади спеціального призначення.